# Telemundo
Telemundo je americká španělsky vysílající televizní stanice vlastněná společností NBCUniversal. Je druhým největším poskytovatelem obsahu ve španělském jazyce na národní úrovni za konkurencí Univision s programováním po celém světě do více než 100 zemí ve více než 35 jazycích.